# ساموئل پاسکو
ساموئل پاسکو (به انگلیسی: Samuel Pasco) سناتور سابق عضو حزب دموکرات ایالات متحده آمریکا بود. وی در سال ۱۸۸۷ تا ۱۸۹۹ میلادی سناتور ایالت فلوریدا در سنای ایالات متحده آمریکا بود.